# Arabo-Haflinger
L’Arabo-Haflinger, ou Haflo-Arabe (allemand : Araber-Haflinger), est une race de chevaux résultant d'un croisement entre deux autres races, l'Arabe et le Haflinger. La plupart du temps, ce croisement est pratiqué entre jument Haflinger et étalon Arabe, ou avec deux Arabo-Haflinger. Cette race est reconnue en Autriche, mais ne dispose pas de stud-book dans la plupart des pays. 

## Histoire
Vers 1960, en Autriche, alors que de nombreuses tentatives de croisements visent à affiner le poney Haflinger, apparaît le cheval Arabo-Haflinger, avec 50 % de sang Arabe et 50 % de sang Haflinger. Plus tard, la race devient officiellement reconnue dans ce pays. Certains éleveurs poursuivent l'élevage de ces chevaux à partir de cette souche commune, sans apport de sang Haflinger, et avec un apport de sang Arabe plus restreint. Le critère d’appartenance à la race Arabo-Haflinger est l'apport de sang Arabe, qui doit être compris entre 25 % et 75 %. En 2006, une nouvelle race est introduite en Allemagne, le « Edelbluthaflinger » (Haflinger « affiné »), un Haflinger possédant entre 1,56 % et 25 % maximum de sang Arabe.
Araber-Haflinger : entre 25 % et 75 % de sang Arabe

Haflinger affiné, ou « Edelbluthaflinger » : entre 1,56 % et 25 % de sang Arabe

Haflinger : moins de 1,56 % de sang Arabe

Une grande partie des chevaux Arabo-Haflinger proviennent encore de croisements entre des étalons Arabe et des juments Haflinger.

## Description

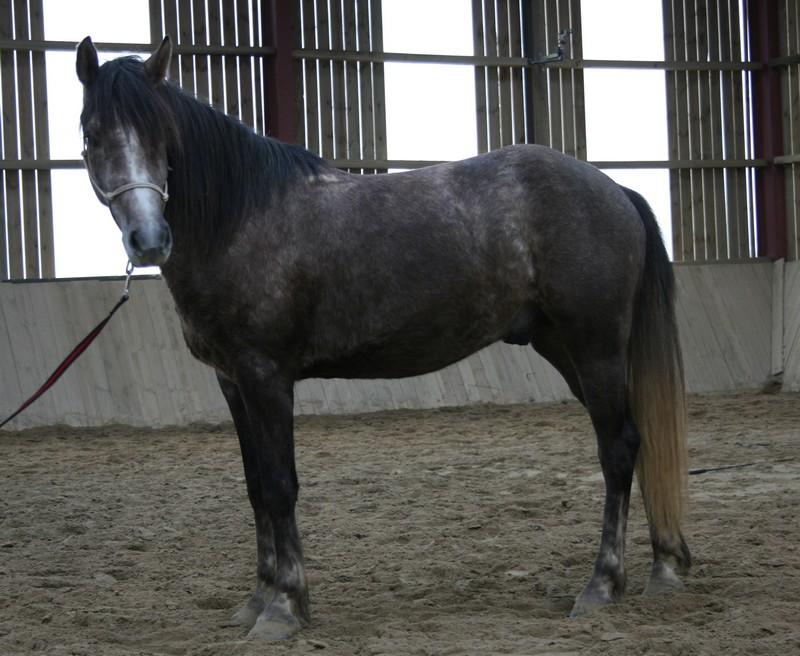
Jeune Arabo-Haflinger gris

L'Arabo-Haflinger est un petit cheval solide, compact, harmonieux et robuste, aux crins fournis. La taille varie généralement de 1,37 m à 1,47 m (selon CAB International) ou 1,40 m à 1,50 m selon l'association des éleveurs autrichiens. Son poids n'excède que rarement les 380 kg. 

### Tête
La tête est sèche et courte, le chanfrein concave. Les yeux sont grands, vifs et expressifs. Les oreilles sont fines, petites, pointues et mobiles. Les naseaux sont larges.

### Avant-main et corps
L'encolure est longue, bien orientée et bien attachée au cou. L'épaule est longue, bien inclinée, le poitrail large, profond et musclé. Le dos est large et court, porteur. Le garrot est sorti et étendu. Les reins sont courts et puissants.

### Arrière-main et membres
La croupe est musclée, puissante, suffisamment inclinée, large et ronde, parfois double. Les membres sont courts et solides avec des tendons secs et durs. Les articulations sont grosses et sèches. Les sabots sont sains, ronds et la corne résistante.

### Robe
La robe prioritairement sélectionnée est toujours l'alezan aux « crins lavés ». D'autres robes sont cependant possibles, en fonction de celle de l'Arabe. Toutes les robes admises chez l'Arabe sont donc possibles chez l'Arabo-Haflinger.

### Tempérament
L'Arabo-Haflinger est un petit cheval au caractère agréable et facile à vivre. Il est attachant, intelligent et affectueux.
Au travail, il est volontaire, loyal, fiable et sait, pour cela, se montrer courageux. Toutefois, du fait de son croisement, il n'est pas rare qu'il ne puisse pas être confié à un débutant. En effet, il est vif, et hérite souvent de la sensibilité de l'Arabe. Cette race est également reconnue pour sa rusticité et son pied sûr. Ses allures sont rasantes, légères et étendues.

### Sélection
La sélection vise le phénotype du cheval Arabe. En Autriche, l'association d'éleveurs Araber-Haflinger-Zuchtverband s'occupe de la sélection des chevaux Arabo-Haflinger.
En France, l'Arabo-Haflinger peut être inscrit au registre du Demi-sang arabe (DSA) lorsque l'étalon est un Pur sang Arabe inscrit au stud-book français du cheval Arabe et que la naissance du poulain répond aux attentes exigées à l'inscription au registre.

## Utilisations
De par son caractère et sa morphologie, l'Arabo-Haflinger est un cheval polyvalent, qui peut convenir aux loisirs comme à la compétition : randonnée, TREC, CSO, dressage, etc.

## Diffusion de l'élevage
Il est impossible de connaître la population exacte d'Arabo-Haflinger en France, car ceux-ci portent beaucoup d'appellations différentes : ONCP (Origines Non Constatées Poney), PFS (Poney français de selle), DSA (Demi-sang Arabe), etc.